# II型超新星

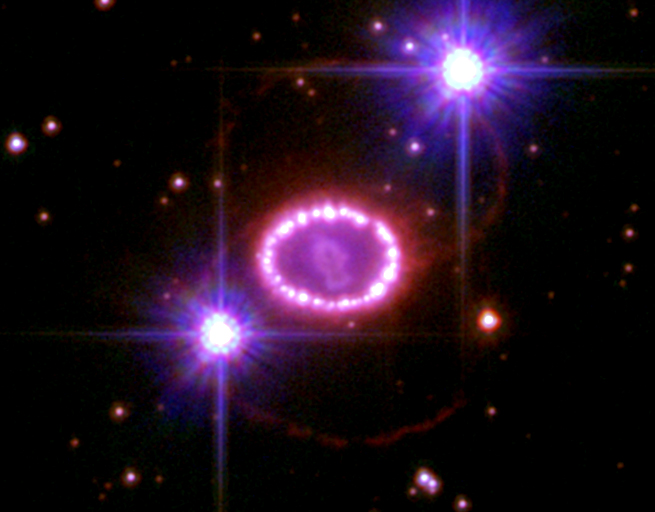
拡大するII-P型超新星SN 1987Aの超新星残骸

II型超新星(Type II supernova)は、大質量の恒星が急速に崩壊して起こす、激しい爆発である。この型の超新星となる恒星の質量は、太陽質量の少なくとも8倍で、40から50倍を超えない範囲である。他の型の超新星とは、スペクトル中の水素の存在で区別される。II型超新星は主に銀河の渦状腕やHII領域で見られるが、楕円銀河では見られない。
恒星は、元素の核融合によってエネルギーを生み出す。太陽と異なり、大質量の恒星は、水素やヘリウムよりも重い元素を使う核融合もでき、温度と圧力がさらに高くなるのと引き換えに寿命は短くなる。元素の縮退圧と融合反応により産み出されるエネルギーは、重力に打ち勝つほど強く、恒星を崩壊させずに平衡を維持している。恒星は水素やヘリウムから始まって、核で鉄やニッケルが作られるまで、徐々に重い元素を融合させるようになる。鉄やニッケルの核融合は正味のエネルギーを生み出さず、そのため融合はこれ以上進行しないため、内部には鉄-ニッケル核が残る。外向きの圧力となるエネルギー放出がなくなるため、平衡は破れる。
核の質量が約1.4太陽質量のチャンドラセカール限界を超えると、電子の縮退圧力だけでは重力に打ち勝つことができず、平衡を維持することができない。数秒以内に激しい爆縮が発生し、外核は光速の23%で内部に落ち込み、内核は1000億Kの温度に達する。逆ベータ崩壊によって中性子とニュートリノが生じ、10秒間の爆発で約1046Jのエネルギーが放出される。崩壊は、中性子縮退によって止まり、反動で外向きの爆発が起こる。この衝撃波のエネルギーは、恒星の周囲の物質を脱出速度以上に加速して超新星爆発が発生し、衝撃波に加え非常に高い温度と圧力によって短時間の間、鉄以上の重さの元素生成が可能となる（宇宙の元素合成）。
II型超新星は、爆発後の光度曲線に基づいていくつかのカテゴリーに分類される。II-L型超新星は爆発後の光度が線形(line)に減少し、II-P型超新星はしばらくは光度の減少が緩やか(plateau)である。Ib・Ic型超新星は、水素（とヘリウム）の外層を失った大質量恒星による核崩壊型の超新星である。

## 形成

大質量で核崩壊直前の進化の終わった恒星のタマネギのような層構造

太陽より遙かに重い恒星は、複雑な進化の過程をたどる。太陽核では、水素はヘリウムに核融合し、熱エネルギーを発生して、その熱エネルギーは核を温めるとともに外向きの圧力を生じ、静水圧平衡を保っている。核で生じるヘリウムは、核の温度は未だヘリウムの核融合を起こす温度に達していないため、ヘリウムはそこに蓄積する。最終的に核の水素が枯渇すると、融合は遅くなり始め、重力により核は縮退する。縮退により温度は上昇し、恒星の一生の10%未満を占める短いヘリウム融合の期間が始まる。8太陽質量未満の恒星では、ヘリウムの融合によって生成した炭素はそれ以上融合せず、恒星は徐々に冷たくなって白色矮星となる。白色矮星が近隣に伴星を持てば、Ia型超新星となる場合がある。
しかし、より質量の大きい恒星では、核で炭素がさらに融合できる温度と圧力に達する。このような大質量恒星の核は、より重い元素が中心に近い部分に位置するタマネギのような層構造になる。このような大質量恒星の進化では、核での融合が停止して内向きに崩壊し、温度と圧力が上昇し、融合が再開できるまでに達すると次の段階の融合が開始するという過程を何度も繰り返す。
| 過程                 | 燃料     | 生成物                                         | 25 M☉[6] | 25 M☉[6]     | 25 M☉[6] |
| 過程                 | 燃料     | 生成物                                         | 温度 (K) | 密度 (g/cm3) | 期間     |
| -------------------- | -------- | ---------------------------------------------- | -------- | ------------ | -------- |
| 水素燃焼過程         | 水素     | ヘリウム                                       | 7×107    | 10           | 107 年   |
| トリプルアルファ反応 | ヘリウム | 炭素, 酸素                                     | 2×108    | 2000         | 106 年   |
| 炭素燃焼過程         | 炭素     | ネオン, ナトリウム, マグネシウム, アルミニウム | 8×108    | 106          | 103 年   |
| ネオン燃焼過程       | ネオン   | 酸素, マグネシウム                             | 1.6×109  | 107          | 3 年     |
| 酸素燃焼過程         | 酸素     | ケイ素, 硫黄, アルゴン, カルシウム             | 1.8×109  | 107          | 0.3 年   |
| ケイ素燃焼過程       | ケイ素   | ニッケル (鉄に崩壊)                            | 2.5×109  | 108          | 5 日     |

## 核の崩壊
この過程を制限する要因は、原子核を保持する結合エネルギーに依存する、融合によって放出されるエネルギーの量である。それぞれの段階では徐々に重い原子核が作られ、融合時のエネルギーは徐々に小さくなる。さらに炭素燃焼過程からは、ニュートリノの生成によるエネルギーの損失がかなり大きくなり、反応速度はそれまでより速くなる。この過程は、ニッケル56が生成するまで続き、ニッケル56は数ヶ月のうちに、コバルト56、次いで鉄56に放射性崩壊する。鉄とニッケルは、全ての元素の中で原子核あたりの結合エネルギーが最も高いため、核融合によって原子核でエネルギーは生産されず、ニッケル-鉄核が大きくなる。この核は巨大な重力圧に晒され、温度を上昇させる融合も起こらないので、電子縮退圧だけで支えられる状態になる。この状態では、物質の密度は非常に高くなるため、これ以上の圧縮には、電子が同じエネルギー準位を取ることが必要となる。しかしこれは、パウリの排他原理によって、電子のようなフェルミ粒子には禁じられている。
核の質量が約1.4太陽質量のチャンドラセカール限界を超えると、縮退圧だけでは支えきることができなくなり、激しい崩壊が生じる。核の外側部分は光速の23%で中心に向かって落ち込む。急速に縮む核は加熱され、高エネルギーのガンマ線を放出し、光崩壊によって鉄原子核をヘリウム原子核と自由中性子に分解する。核の密度が上昇すると、逆ベータ崩壊によって、電子と陽子が融合して中性子とニュートリノが生じやすいエネルギー環境になる。ニュートリノは他の物質とはほとんど相互作用しないため、エネルギーを持ち出して核から逃げ出すことができ、数ミリ秒の間に崩壊はさらに加速する。核は恒星の外層からはがれ、ニュートリノの一部は恒星の外層に吸収されて超新星爆発が開始する。
II型超新星では、原子核程度の密度に至ったところで、中性子の縮退圧及び近距離で反発する中性子-中性子相互作用によって崩壊が止まる。崩壊が止まると、落ち込んでいた物質がバウンドし、外向きの衝撃波を形成する。この衝撃波のエネルギーにより、重い元素は核から分離する。これにより衝撃波のエネルギーは減少し、外核での爆発は失速する。
核崩壊段階は、密度とエネルギーが非常に高いので、ニュートリノだけが逃げ出すことができる。陽子と電子が電子捕獲によって中性子を形成すると、電子ニュートリノが生成する。典型的なII型超新星では、新しく形成された中性子核の初期温度は約1000億Kで、太陽核の1万倍も高い。この熱エネルギーの大部分は、さらにニュートリノを放出することで安定な中性子星を形成するために使われる。このような熱中性子は、全てのフレーバーのニュートリノ-反ニュートリノ対として生じ、合計では電子捕獲ニュートリノの数の何倍も多い。2つのニュートリノの生成機構は、崩壊による重力位置エネルギーを10秒間のニュートリノのバーストに変換し、約1046J（100フォエ）のエネルギーを放出する。
詳細が不明な過程によって、約1044J（1フォエ）のエネルギーが失速した衝撃波に再吸収され、爆発が生じる[a]。超新星によって生成したニュートリノは、SN 1987Aで実際に観測され、核崩壊モデルが基本的に正しいとの結論に至った。カミオカンデやIMBは熱起源の反ニュートリノを検出し、Baksan Neutrino Observatoryのガリウム71検出器は、熱及び電子捕獲起源のニュートリノを検出した。

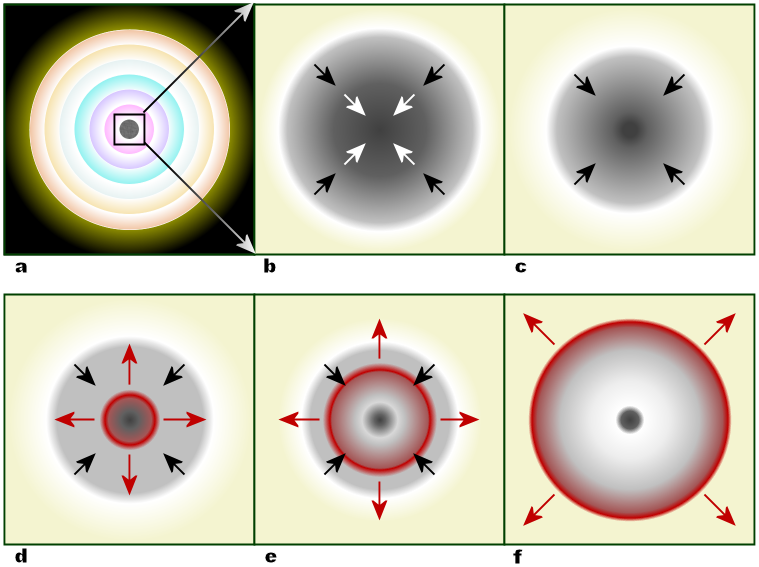
大質量で進化の終わった恒星では、(a)タマネギのような層状の原子の殻が融合を起こし、ニッケル-鉄の核を形成する。(b)チャンドラセカール質量に達し、崩壊を始める。核の内部は圧縮され、中性子になる。(c)落ち込んだ物質がバウンドする。(d)外側に向かう衝撃波面（赤色）となる。(e)衝撃波は収まり始めるが、ニュートリノ相互作用により、再び開始する。(f)周りの物質は吹き飛ばされ、縮退残骸が残る。

起源となる恒星の質量が約20太陽質量以下の場合、爆発の強さと放出された物質の量に依存して、核の縮退物質の残骸が中性子星となる。この質量を超えると、残骸は崩壊してブラックホールを形成する。このような崩壊の理論的な境界質量は、太陽質量の40倍から50倍であり、この質量を超えると、超新星を経ずに直接ブラックホールに崩壊すると考えられている。ただし、超新星の崩壊モデルの不確実さのため、この境界の計算も不確実となっている。

## 理論モデル
素粒子物理学の標準模型は、全ての物質を形成する素粒子の間に働く4つの基本相互作用のうち3つを記述する理論である。この理論では、様々な状況の下で、粒子がどのように相互作用するのかを予測できる。超新星における粒子当たりのエネルギーは通常10から100MeVである。これは、標準模型による予測が基本的に正しいとされる上限よりも十分小さい。しかし、標準模型を使うためには高い密度を補正する必要がある。特に、地球上にある粒子加速器は、超新星内よりも高いエネルギーの粒子間相互作用を作り出すことができるが、これらの実験では個々の粒子間に働く相互作用しか再現できない。ニュートリノと超新星中の粒子の間に働く力は、良く理解された弱い相互作用である。しかし、陽子と中性子の間に働く力には、理解があまり進んでいない強い相互作用も含まれる。
II型超新星に関する大きな未解明の問題は、ニュートリノのバーストが、恒星の爆発を導く他の物質にエネルギーを転移する機構である。上記の議論から、爆発を起こすためには、エネルギーのわずか1%の転移で十分であるが、その1%の転移の機構を証明するのは、粒子間の相互作用が十分に解明されていたとしても非常に難しい。
標準模型からモデル化されるニュートリノ物理学は、この過程を理解するために必須である。その他の重要な研究領域は、死にゆく恒星を構成するプラズマの流体力学である。核の崩壊時におけるその振る舞い方が、いつ、またはどのように衝撃波が発生、停止、再開するのかを決定する。
実際に、いくつかの理論モデルは、失速した衝撃波に流体力学的な不安定性を導入したモデルで、"Standing Accretion Shock Instability"(SASI)として知られる。この不安定性は、非球形の摂動として現れる。
コンピュータモデルは、衝撃波が形成されて以降のII型超新星の振る舞いを計算するのに非常に有益である。爆発の最初の1秒を除き、爆発が起こると仮定すれば、超新星によって形成される元素や期待される光度曲線を詳細に予測することができる。

## 光度曲線

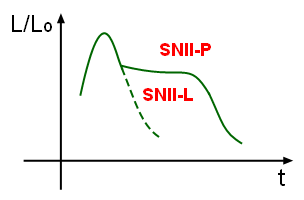
この光度-時間グラフは、II-L型及びII-P型超新星の特徴的な光度曲線の形を示している。

II型超新星のスペクトルを調べると、通常はバルマー系列が見られる。これらの吸収線の存在は、I型超新星と見分けるのに用いられる。
II型超新星の光度を時間に対してプロットすると、ピークまで上昇した後、光度は減少する。光度の平均の減少率は、Ia型よりも若干小さく、1日当たり0.008等級である。II型超新星は、光度曲線の形によって、更に2つの型に分類できる。II-L型超新星の光度曲線はピーク後一律に減少するのに対し、II-P型超新星の光度曲線は減少期間中に光度の減少速度が遅くなる時期を持つ。正味の光度減少速度は小さく、II-P型では1日当たり0.0075等級、II-L型では1日当たり0.012等級である。
光度曲線の形の違いは、II-L型の場合は、元の恒星の水素の外層がほとんどないことに起因していると考えられている。また、II-P型の平らな部分は、外層の不透明度の変化のためである。外層の水素をイオン化し、結果として不透明度が大幅に上昇する。これにより、爆発の内部からの光子が外に逃げるのが妨げられる。水素が再結合できる温度まで冷えると、外層は再び透明になる。

## IIn型超新星
"n"は「狭い」(nallow)の意味であり、スペクトル中に中程度または非常に狭い帯域のH輝線が存在することを意味する。中程度の幅の場合、爆発による噴出物は恒星の周囲のガスと強く相互作用している可能性がある。そのような恒星は、爆発の前に大きな質量を失う高光度青色変光星に由来することが示されている。SN 2005glやSN 2006gyは、IIn型超新星の例である。

## IIb型超新星
IIb型超新星は、スペクトル中に弱い水素線を持つ。しかし、H輝線が検出されなくなった後、Ib型超新星により近い光度曲線の2つめのピークが現れる。このような爆発を起こす恒星は、連星系の伴星との相互作用でほとんどの水素外層を失い、ほぼヘリウムでできた核のみとなった巨星である可能性がある。IIb型超新星の噴出物が拡大すると、水素の層はすぐにより透明度を増し、より深い層が見えるようになる。IIb型超新星の例としては、SN 1993Jやカシオペヤ座Aがある。1987年にEnsman & Woosley理論的な分類としてが初めて提案した。

## 極超新星
極超新星は、通常の超新星と比べて光度やエネルギーがかなり大きく珍しい超新星である。1997 ef(Ic型)や1997 cy(IIn型)が例である。極超新星は、複数の機構によって生成する。
太陽質量の25倍から90倍程度の恒星の核は、超新星爆発後、物質が再び中性子星の核に戻り、ブラックホールを形成するほどに大きい。多くの場合、これにより超新星の光度は暗くなる。太陽質量の90倍を超えると、恒星は超新星にならずに、直接ブラックホールに崩壊する。しかし、元となる恒星が、降着する物質を相対論的ジェットとして吹き飛ばすほど高速に自転していると、最初の爆発より多くのエネルギーを放出することになる。この光線が地球の方向に向かってくると、非常に明るい天体に見える。ある場合はガンマ線バーストを形成することもあるが、全てのガンマ線バーストが超新星に由来する訳ではない。
高光度青色変光星の爆発等によって、恒星が非常に密度の高い物質の雲に囲まれている場合は、II型超新星が発生することがある。この物質は、超新星爆発の衝撃を受け、通常の超新星よりさらに明るく輝く。このタイプのIIn型超新星は、極超新星と同程度に明るくなる。
非常に質量の大きい恒星の酸素核が、ガンマ線により電子と陽電子の対が同時に生成されるほど高温になると、対不安定型超新星となる。これにより核は崩壊するが、鉄核の崩壊は吸熱反応でより重い元素への融合を起こし、酸素核の崩壊は暴走発熱融合を引き起こして恒星を完全に破壊する。放出される合計のエネルギーは、元の恒星の質量に依存する。核のほとんどはニッケル56に変換され、数ヶ月に渡ってエネルギーを放出する。このような爆発を起こす恒星の質量の下限は約140太陽質量である。超新星となる恒星の質量の限界でもある約250太陽質量になると、非常に明るく長寿命の極超新星となる。これ以上の質量の恒星は、光崩壊によって生涯を終える。非常に金属量の小さい種族IIIの恒星のみがこの段階に達する。もっと重い元素を含む恒星は、より不透明で通常のIb・Ic型超新星となるのに十分なほど小さくまで外層を吹き飛ばす。銀河系内でも、古い金属量の小さい恒星の融合により、対不安定型超新星となりうる大きさの恒星が生成されていると考えられている。